# Русский музей фотографии
Ру́сский музе́й фотогра́фии в Нижнем Новгороде — государственное бюджетное учреждение культуры Нижегородской области. В музее собрана обширная коллекция фотодокументов и фототехники XIX−XX веков. На базе Русского музея фотографии проходят такие значительные фотособытия регионального и российского масштаба, как «Волжская биеннале», фестиваль «Светопись» и Нижегородский областной фестиваль фотографии.

## Историческая справка
Русский музей фотографии находится в основном здании и флигеле усадьбы Пальцевой, построенных в XIX веке. Именно здесь, на Осыпной улице (сейчас улица Пискунова) жили и работали всемирно известные фотографы Андрей Карелин и Максим Дмитриев. Проработав здесь восемь лет, в 1881 году Карелин переехал в другую мастерскую, а освободившуюся студию после реконструкции арендовал Дмитриев. На втором этаже перестроенного заново двухэтажного флигеля, в точном соответствии с традициями XIX века был оборудован съёмочный павильон. Его северная стена и прилегающая наклонная часть крыши получили почти сплошное остекление. В результате солнце непосредственно не освещало студию, но рассеянный свет небосвода создавал мягкий светотеневой рисунок.
После надстройки третьего этажа основного здания в нём поселилась семья Дмитриева, а на первом фотограф организовал фототипию для печати фотоальбомов и открыток. После революции все частные фотостудии были национализированы, а в помещениях Дмитриева с 1929 года расположилась фотография Детской трудовой коммуны, где бывший хозяин получил должность заведующего художественной частью. Однако из-за ухудшающегося здоровья он вскоре прекратил профессиональную деятельность и в 1940 году переехал к семье своей дочери. В годы войны в здании разместили госпиталь, а после её окончания пошивочную мастерскую и другие учреждения. Стеклянная крыша была реконструирована по соображениям безопасности, а после пожара 1950 года заштукатурили и стену. 
Впервые идея создания музея фотографии прозвучала в 1976 году, в преддверии 140-летнего юбилея Карелина. В реальность этот общественный проект удалось воплотить лишь в 1991 году, когда Нижегородскому фотографическому фонду «Дмитриев и Карелин» распоряжением мэра Беднякова было передано 300 квадратных метров помещений на первом этаже основного здания бывшей усадьбы Пальцевой. Впервые музей открыл свои двери посетителям 21 сентября 1992 года. Его первым директором стал бывший собственный корреспондент Фотохроники ТАСС по Горьковской области Владимир Войтенко. В 2000 году музей получил статус государственного. Так как он создавался городской общественностью для сохранения разрозненных коллекций фотографического наследия, первая экспозиция была собрана из уцелевших фотографий Андрея Карелина. Однако, в дальнейшем здесь начали проводиться выставки современных фотографов, и фестивали фотоискусства. 
В конце 2004 года при содействии регионального министерства культуры музею были переданы помещения на втором и третьем этажах здания и флигеля, до этого занятые разорившимся ателье. В рамках подготовки к 800-летнему юбилею Нижнего Новгорода правительство Нижегородской области выделило на реконструкцию музея 44 миллиона рублей, 29 из которых получены из федерального бюджета. Кроме ремонта помещений и кровли, результатом работ, начавшихся в 2020 году, стала перепланировка и обновление постоянных экспозиций, дополненных современными интерактивными элементами. 17 марта 2022 года Русский музей фотографии открылся после ремонта фотовыставкой «Песен не петь, водки не пить, вести себя тихо», посвящённой 120-летию пьесы Горького «На дне».

## Экспонаты
Музей хранит в своих фондах более 212 тысяч экспонатов: фотографии, дагерротипы, негативы, фотоаппараты, кинокамеры, кинопроекторы, фотоувеличители, фотоальбомы, а также медали, письма, личные вещи известных фотографов (начиная с 1870-х годов и заканчивая сегодняшним днём).

### Первый этаж
На первом этаже кроме экспозиции фотографий располагаются лекторий, магазин сувенирной продукции и фотолаборатория. Здесь же открылось первое в Нижнем Новгороде инклюзивное кафе «На равных». В выставочном зале внимание привлекает деревянная дорожная камера, которая принадлежала Максиму Дмитриеву. Размер кадра этой камеры 45×55 см, а её вес с объективом составляет около 100 кг. Поэтому вместе с фотоаппаратом представлена деревянная тележка для его перевозки, воссозданная реставраторами.

### Второй этаж
На втором этаже основного здания и флигеля находятся два выставочных зала, где проходят временные выставки современных российских и зарубежных фотографов. В двух дальних залах основного здания располагаются постоянные исторические экспозиции. Рядом с угловыми окнами зала фотопортрета воссоздана обстановка фотографии Андрея Карелина «Девушки с альбомами», снятой в этом же месте.
В отдельном зале истории фототехники разместилась экспозиция аппаратуры разных эпох. Старинные фотокамеры предстают в виде деревянных ящиков с объективом, рассчитанные на стеклянные фотопластинки. Представлены также более поздние камеры фирм Agfa, Zeiss Ikon, Goerz, Voigtländer, аппараты легендарной фирмы Kodak и знаменитая Leica I. Здесь же советские фотоаппараты XX века, уже ставшие историей: «ФЭД», «Старт», «Ленинград», «Зенит-Е», «Киев-10» и другие. Кроме них посетители могут увидеть выставку стереофотографий и голограмм. Посреди зала расположились единственный в России фотопластикон и палатка с камерой-обскурой.

### Третий этаж
На третьем этаже основного здания кроме служебных помещений разместилась фотостудия, где можно заказать фото на документы. Кроме того, в одной из комнат воспроизведён интерьер и обстановка фотоателье XIX века. Здесь проводятся платные фотосессии в технике амбротипии.